# Far (automoció)

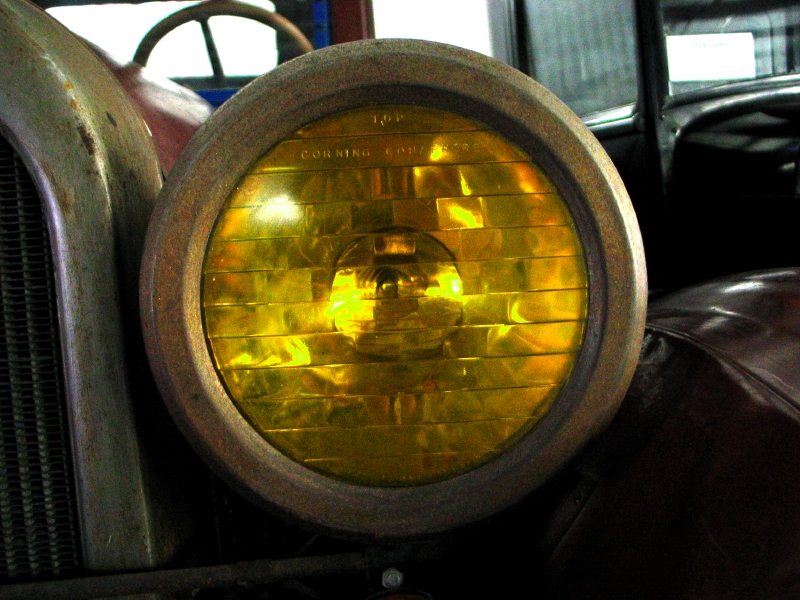
Una de les primeres òptques de far, fabricada per Corning.

Els fars d'un cotxe són els projectors de llum que serveixen per il·luminar el camí d'un vehicle a la nit. També serveixen perquè el vehicle sigui més visible als altres, quan hi ha poca visibilitat. Aquest component ara obligatori en els vehicles automòbils, no sempre ho ha estat.
Encara que avui no es pugui imaginar una altra tecnologia que no sigui l'elèctrica, en els inicis de l'automòbil era simplement una llanterna que utilitzava la llum de la flama d'una espelma, o bé d'un llum de petroli o bé d'acetilè.

## Evolució tècnica

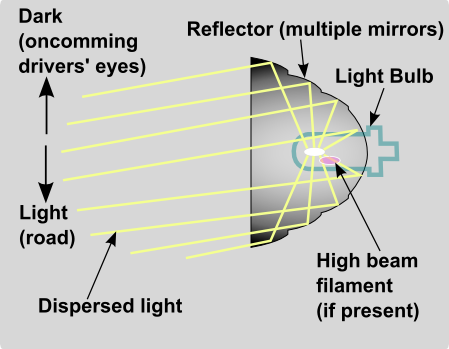
Reflexió dels raigs de llum sobre el mirall d'un far

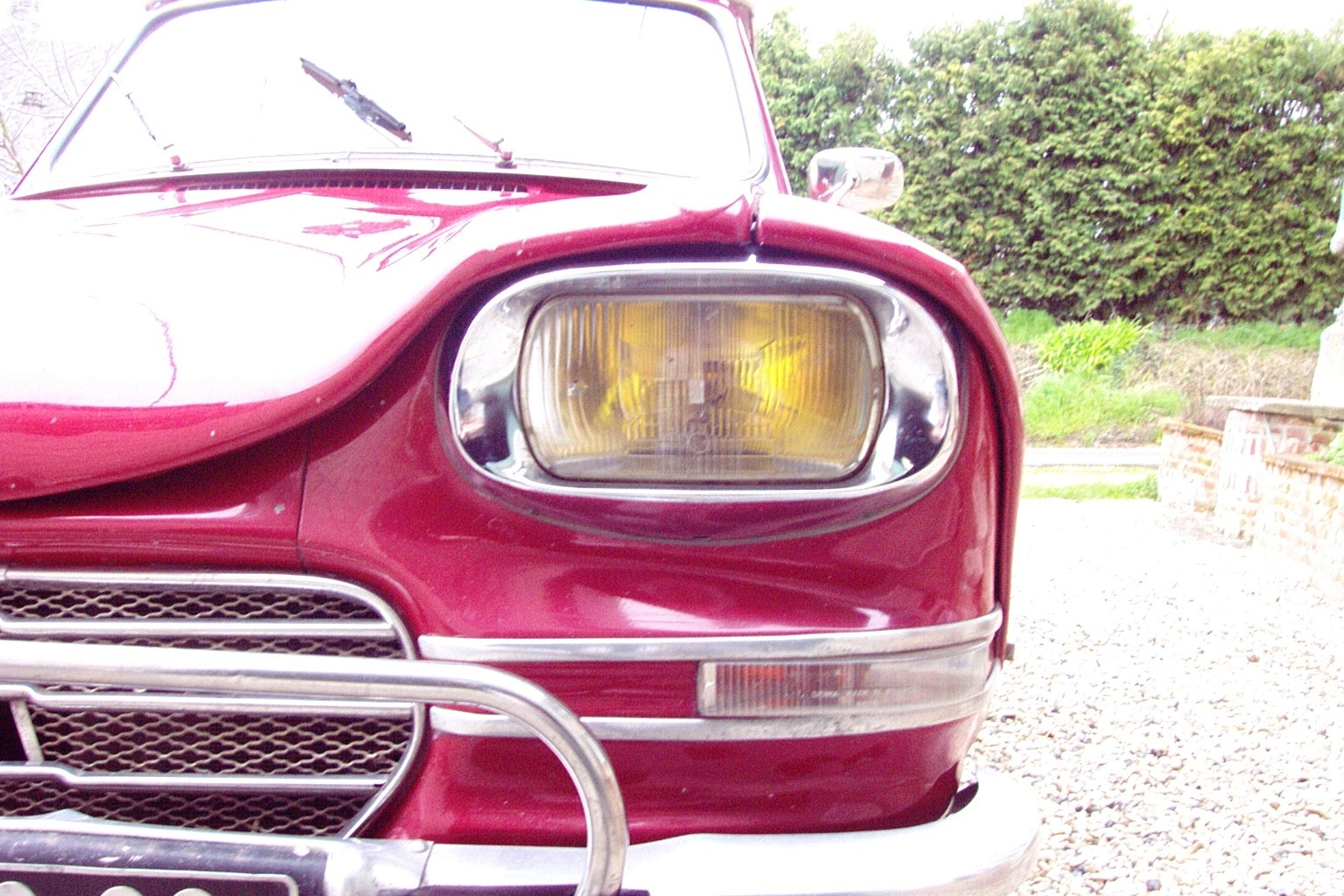
Far oblong d'un AMI 6

### Tecnologia de la font de llum
- Llanterna de  flama
- Làmpada incandescent amb optica  parabòlica

El far s'equipa amb una llum incandescent situada en el focus d'un mirall en forma d'un paraboloide de revolució, el far és elèctric com tot l'equipament del cotxe. Per raons de cost de fabricació, tenien una forma circular en els anys 60, i l'AMI 6, va obrir el camí amb els primers fars no circulars. En realitat, el feix de llum dels fars queda truncat per la part superior i inferior. L'interès rau en una major profunditat que augmenti la intensitat del flux de llum generada (és a dir, reflectida) pel mirall.
- Projector de lent convergent

### Mecànica
- Fars direccionals.

El Tucker 48, i també el DS, van ser els primers vehicles equipats amb fars que giraven amb la direcció i que per tant, il·luminaven el camí que volia seguir el conductor, no la cuneta.
- Anivellament

Els vehicles utilitaris poden experimentar un gran canvi quan estan en càrrega. Els fars il·luminen més amunt que en la posició estàndard, i tendeixen a enlluernar als usuaris que s'aproximen. Cal fer una correcció, baixar l'eix de les llums per compensar el defecte.

### Curiositat
Durant la guerra de 1939-1945, França i Anglaterra adoptar les llums grogues, per distingir-se dels vehicles enemics i, per tant, ser capaços de diferenciar els vehicles francesos de l'enemic i que fos més fàcil de distingir des de lluny les columnes de militars per l'Exèrcit francès, La resistent i Alliers.
Aquest sistema es va mantenir obligatori (es multaven les llums blanques en un vehicle matriculat a França fins al gener de 1993). Va ser abandonat en favor de les llums blanques en gener de 1993 per a una major harmonització europea.

## Ajust dels fars

feix de llum de carretera posició

La comoditat de conducció i el respecte envers els altres usuaris requereixen un ajust apropiat dels fars projectors. El feix del llum de creuament  ha d'il·luminar el camí contrari a la part davantera del vehicle des d'un mínim de 30 m fins a un màxim de 45 m. Tanmateix, la inclinació del feix depèn de l'alçada del projector respecte a terra, i tenint en compte que els fars ocupen un lloc prioritari al devant del vehicle, el pes de la càrrega pot fer variar la inclinació del feix.
Els vehicles comercials, no és estrany veure un dispositiu per a regular l'alçada dels fars, que es dedueix d'una placa modificada per la càrrega. Pot ser manual (com al 2CV), amb algun tipus de mecanisme o automàtica.

### Procediment de control

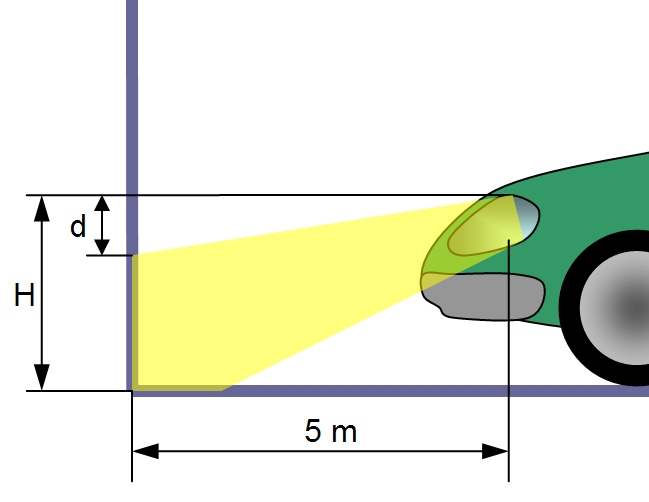
Protocol d'adaptació dels fars.

La imatge de la dreta i la taula de sota proporcionen una informació que permet el control i reglatge dels fars d'un cotxe. Això s'ha de fer sobre una superfície plana, amb els pneumàtics inflats correctament i el vehicle amb càrrega normal. Els valors corresponen a una biga de 40 metres (és a dir, el pendent mínima).
| H: alçada de l'òptica | d: baixada del feix (mesurat a 5 m) | inclinació del feix (rang de 40 m) |
| --------------------- | ----------------------------------- | ---------------------------------- |
| En cm                 | En cm                               | En%                                |
| 50                    | 6,4                                 | 1,6%                               |
| 55                    | 7                                   | 1,8%                               |
| 60                    | 08/07                               | 2%                                 |
| 65                    | 05/08                               | 2,1%                               |
| 70                    | 9                                   | 2,3%                               |
| 75                    | 09/05                               | 2,5%                               |
| 80                    | 05/10                               | 2,7%                               |

Mecànica d'ús d'equip especialitzat.
Alguns fabricants posen a disposició de l'usuari una placa d'identificació col·locada a prop del dispositiu de control que indica el valor de la inclinació (inclinació expressada en tant per cent).

## Bombetes halògenes
Les bombetes de iode-quars són molt utilitzades a l'entorn de l'automòbil i de la moto. La seva denominació comença per la lletra "H":
- H1, H2, H3 i H7 : bombeta de 55 W d'un filament ;
- H4 : bombeta de dos filaments (versió homologada de 55 i 60 W) per a l'enllumenat llarg/curts ;
- H4 : bombeta de dos filaments (versió no homologada per a la carretera de 90 i 100 W) per a l'enllumenat només sobre circuit.
- H8: bombeta de 35 W d'un filament ; base: PGJ19-1
- H11 : bombeta de 55 W d'un filament ; base: PGJ19-2 (es poden llimar les aletes per entrar en la base base: PGJ19-1 de la H8)[2]

| Categoria | Filaments | Potència (Llarg/curt - si aplicable) | Comentaris                                     | Imatge |
| --------- | --------- | ------------------------------------ | ---------------------------------------------- | ------ |
| H1        | 1         | 6V & 12V: 55W 24V: 70W               | CEE, USA, Japó - base: P14.5s                  |        |
| H2        | 1         | 6V & 12V: 55W 24V: 70W               | CEE, USA, Japó - base: P14.5s                  |        |
| H3        | 1         | 6V & 12V: 55W 24V: 70W               | CEE, USA, Japó - base: PK22s                   |        |
| H4        | 2         | 6V & 12V: 60/55W 24V: 75/70W         | CEE, Japó - base: P43t-38 USA design. 9003/HB2 |        |
| H7        | 1         | 12V: 55W 24V: 70W                    | CEE, USA, Japó - base: PX26d                   |        |
| H8        | 1         | 12V: 35W                             | CEE, USA - base: PGJ19-1 90°                   |        |
| H8B       | 1         | 12V: 35W                             | CEE, USA - base: PGJY19-1 sense sòcol          |        |
| H9        | 1         | 12V: 65W                             | CEE, USA - base: PGJ19-5 90°                   |        |
| H9B       | 1         | 12V: 65W                             | CEE, USA - base: PGJY19-5 sense sòcol          |        |
| H10       | 1         | 12V: 42W                             | CEE, USA - base: PY20d 90°                     |        |
| H11       | 1         | 12V: 55W 24V: 70W                    | CEE, USA - base: PGJ19-2 90°                   |        |
| H11B      | 1         | 12V: 55W 24V: 70W                    | CEE, USA - base: PGJY19-2 sense sòcol          |        |
| H12       | 1         | 12V: 53W                             | CEE, USA - base: PZ20d 90°                     |        |
| H13       | 2         | 12V: 60/55W                          | CEE, USA - base: P26.4t 180°                   |        |
| H13TÉ     | 2         | 12V: 60/55W                          | CEE, USA - base: PJ26.4t 90°                   |        |
| H14       | 2         | 12V: 60/55W                          | CEE, Japó - base: P38t                         |        |
| H15       | 2         | 12V: 55/15W 15W filament de dia      | CEE, USA - base: PGJ23t-1 sense sòcol          |        |
| H21W      | 1         | 12V & 24V: 21W                       | CEE - base: BAY9s                              |        |
| H27W/1    | 1         | 12V: 27W                             | CEE, USA - designació: 880 - base: PG13 180°   |        |
| H27W/2    | 1         | 12V: 27W                             | CEE, USA - designació: 881 - base: PGJ13 90°   |        |
| HB3       | 1         | 12V: 60W                             | CEE, USA - base: P20d 90°                      |        |
| HB3TÉ     | 1         | 12V: 60W                             | CEE, USA - base: P20d 180°                     |        |
| HB4       | 1         | 12V: 51W                             | CEE, USA - base: P22d 90°                      |        |
| HB4TÉ     | 1         | 12V: 51W                             | CEE, USA - base: P22d 180°                     |        |
| HIR1      | 1         | 12V: 60W                             | CEE, USA - base: PX20d 90°                     |        |
| HIR2      | 1         | 12V: 55W                             | CEE, USA - base: PX22d 90°                     |        |
| HS1       | 2         | 6V & 12V: 35/35W                     | CEE - base: PX43t                              |        |
| HS2       | 1         | 6V & 12V: 15W                        | CEE - base: PX13.5s                            |        |
| HS5       | 2         | 12V: 35/35W                          | CEE - base: P23t - motocicletes                |        |
| HS6       | 2         | 12V: 40/35W                          | CEE - base: PX26.4t                            |        |

## Exemples

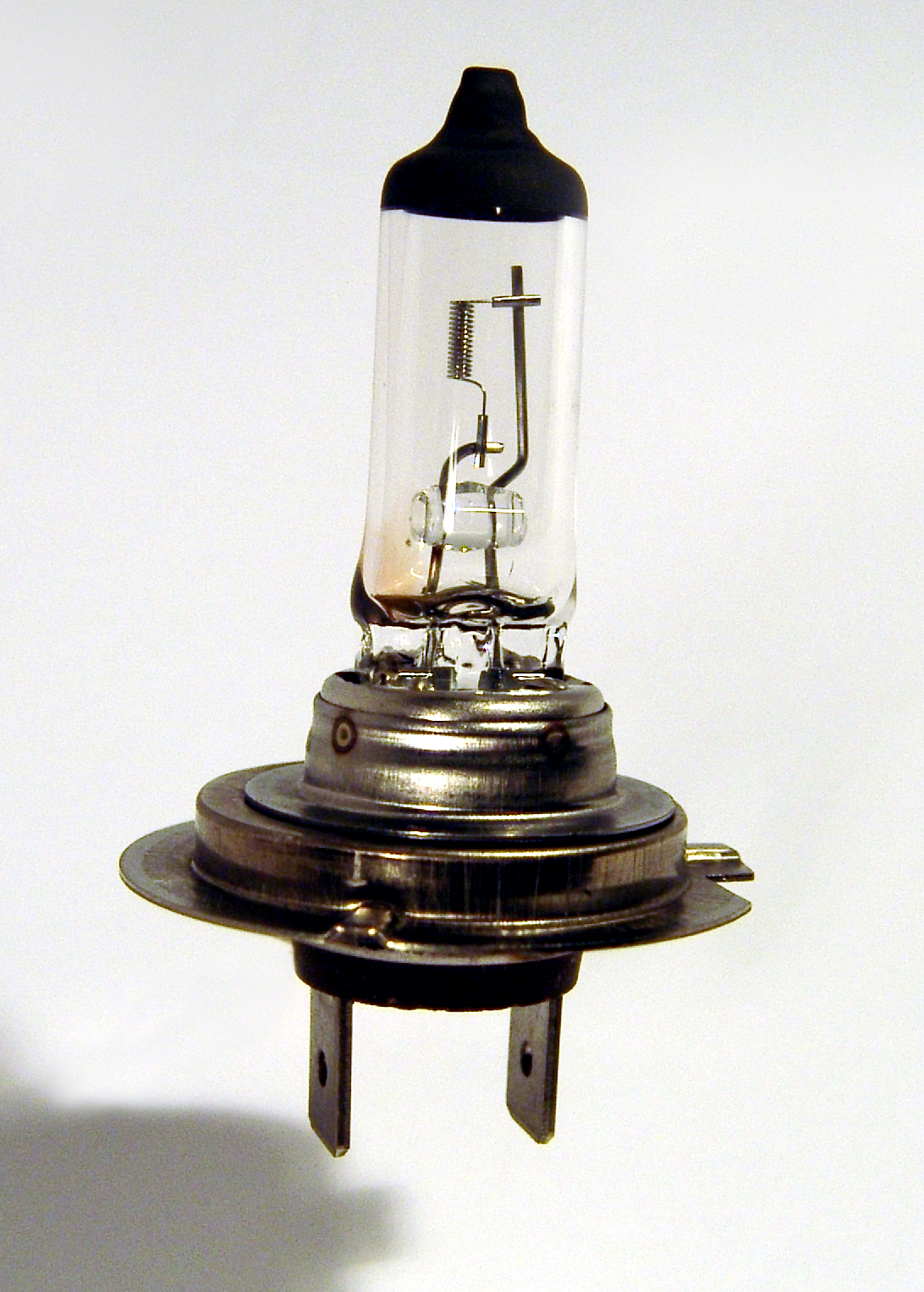
Làmpada d'incandescència H7
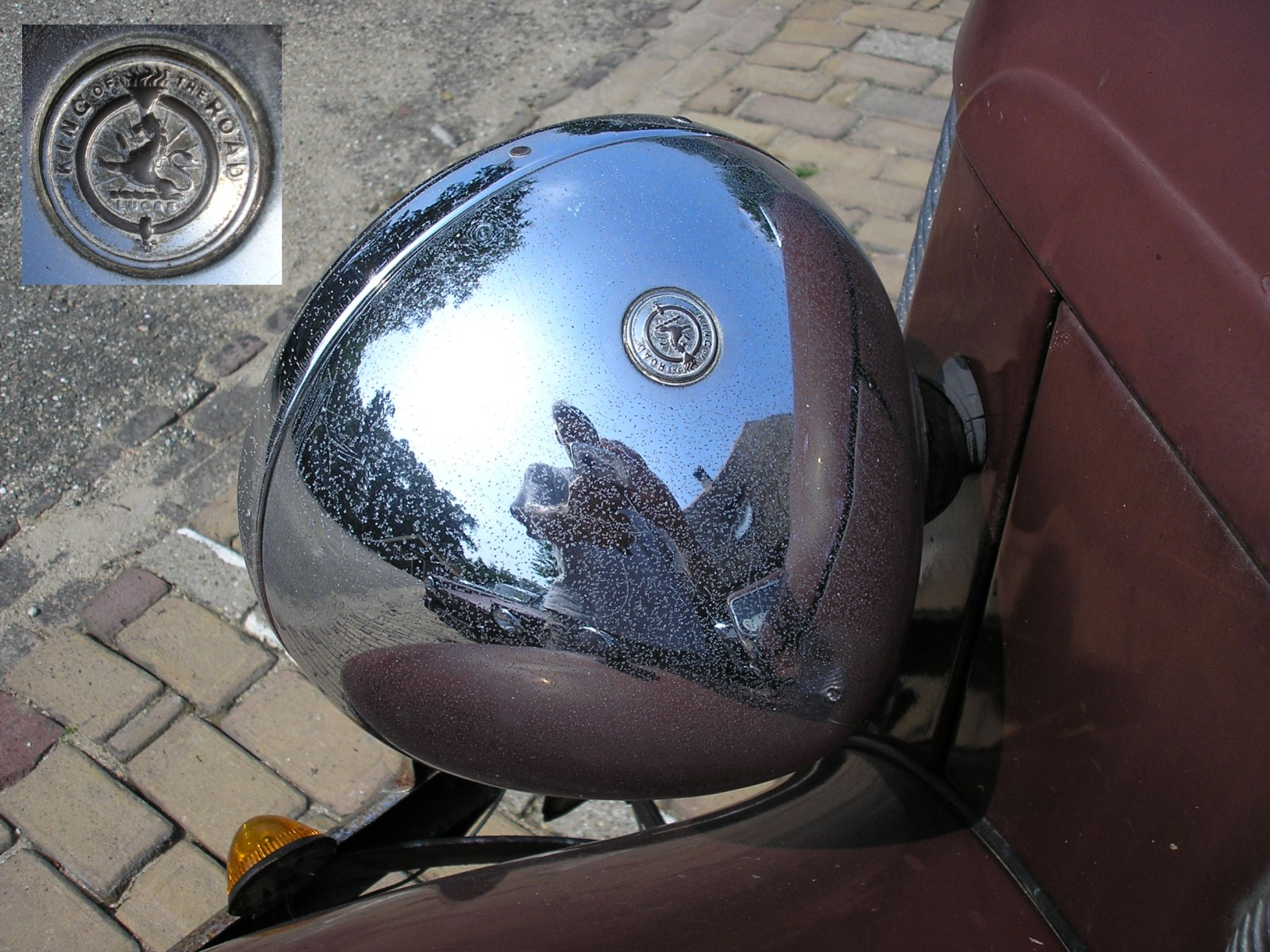
Far d'un cotxe antic.
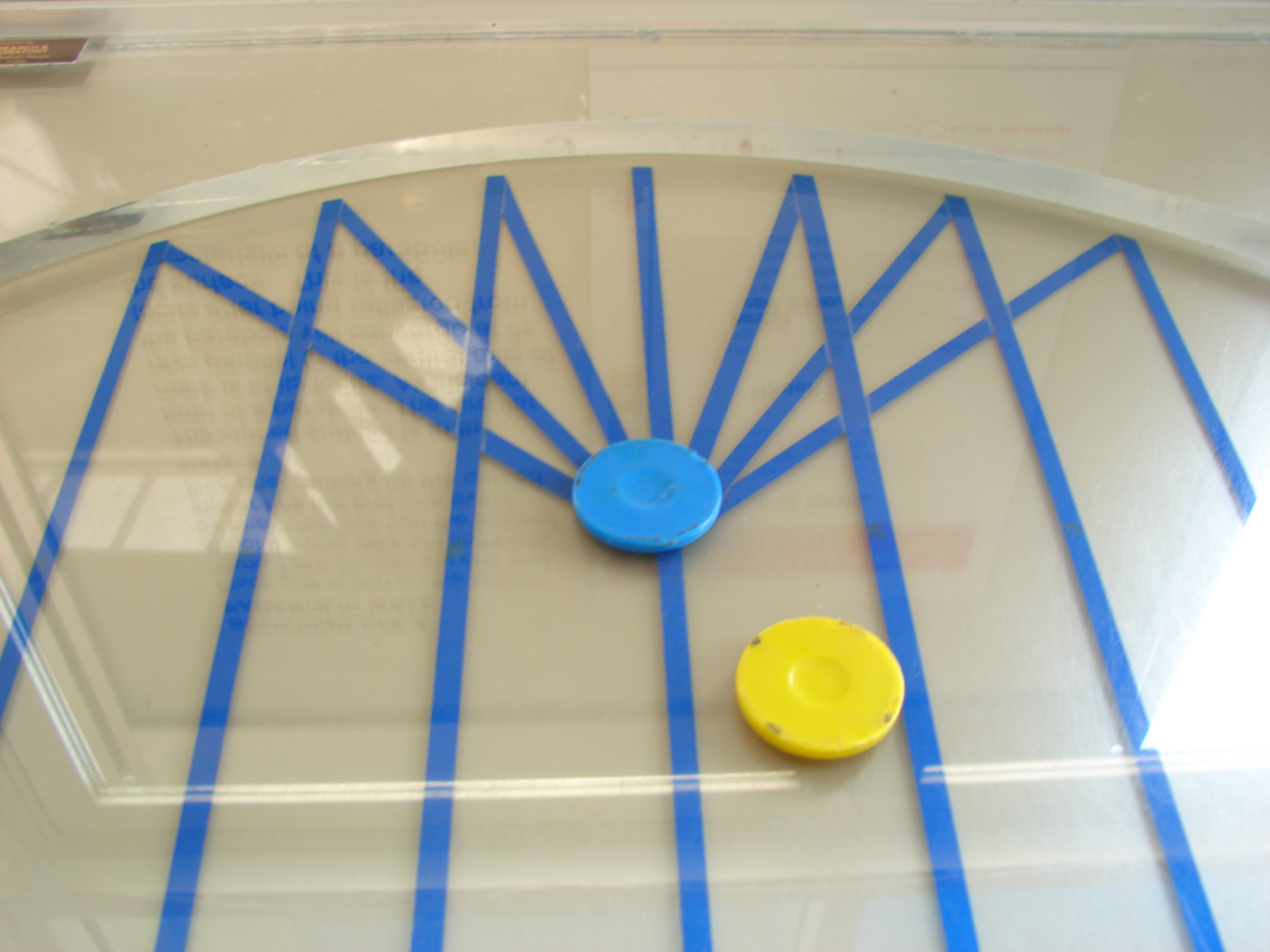
Principi de reflexió de la llum sobre un mirall parabòlic.
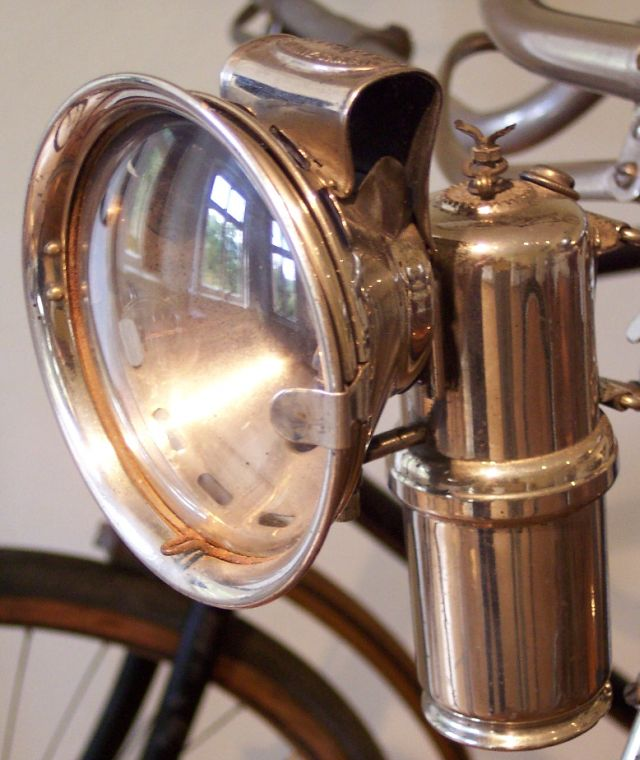
Làmpada de combustible a una bicicleta antiga
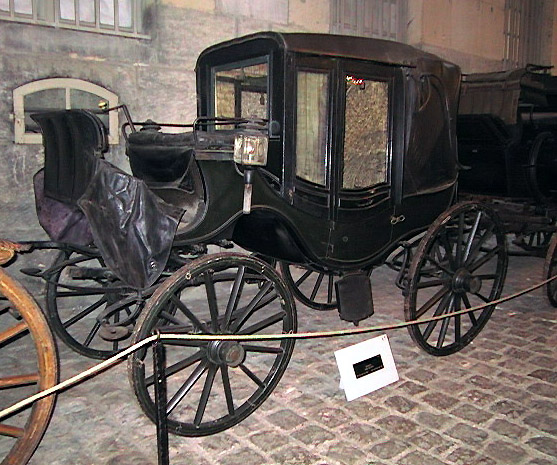
Carruatge amb dispositiu d'il·luminació
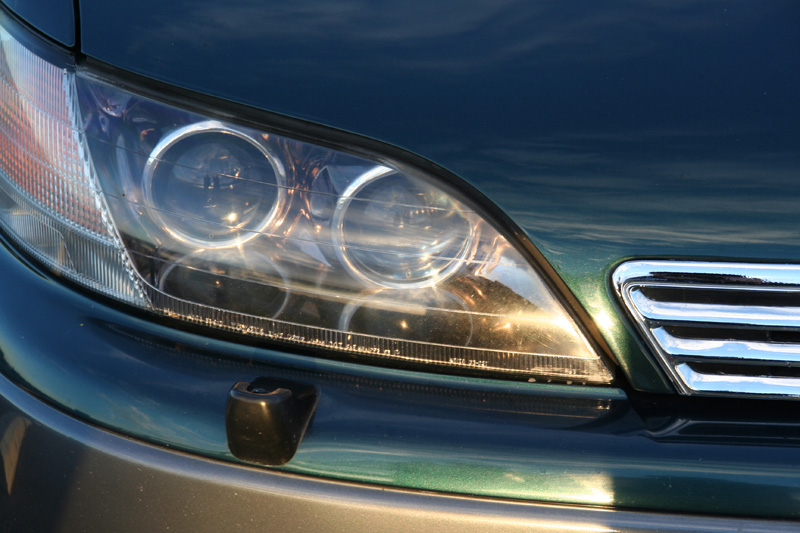
Projector modern amb lent